# Pau-pereira
O pau-pereira (Platycyamus regnellii) é uma árvore brasileira pertencente à família Fabaceae, que ocorre na Bahia, Rio de Janeiro, Distrito Federal, Goiás, Espírito Santo, Minas Gerais, São Paulo e Paraná.
Características: Árvore de médio porte, 10 a 20 metros de altura, em geral bem copada. Tronco liso. Folhas compostas trifoliadas, folíolos grandes de até 30 centímetros. Floração em cachos de cor roxo e brancas, vistosas. Fruto vagem marrom claro, 20 centímetros, que se abre exibindo 3 a 5 sementes de cor marrom, 2,5 centímetros, em formato de feijão. Germinação fácil, as mudas se desenvolvem bem.
Nomes populares: Pau-pereira, pereira, pereiro, folha-de-bolo, mangalô, angelim-rosa, camará-de-bilro, cataguá, pereira-vermelha, ubá-açu, jacatupé, pau-pente, pau-pereira-amarela.
Utilidades: Paisagismo e medicinal a partir de sua casca.

## Imagens

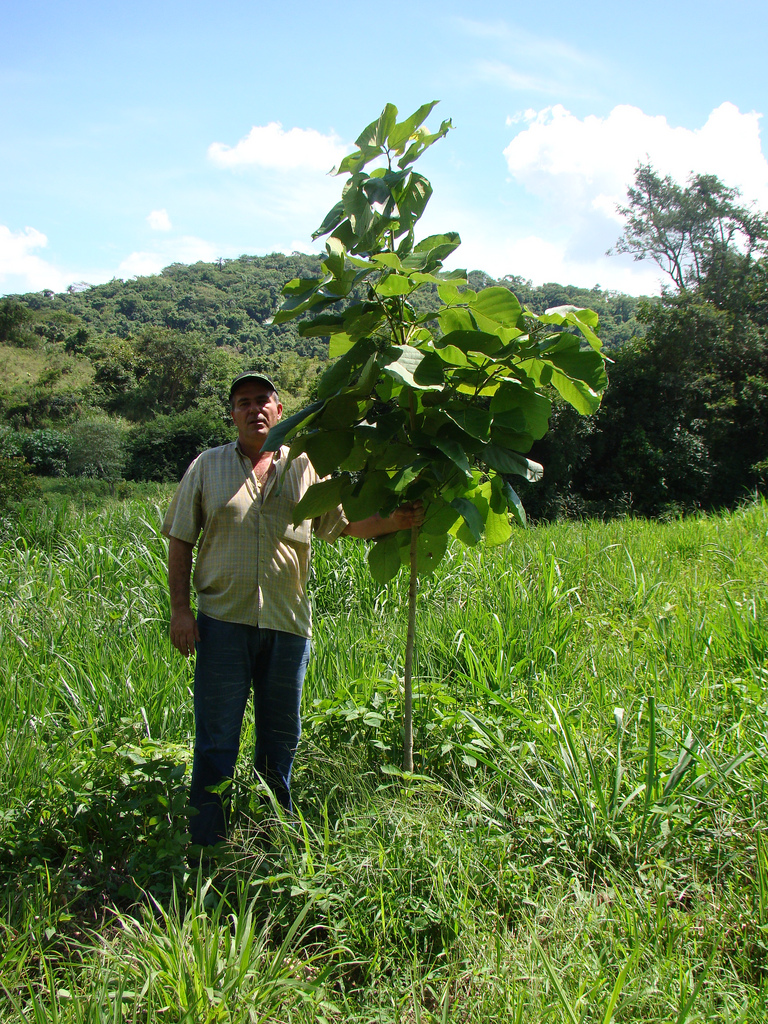
Plantada aos trinta meses, Mococa, São Paulo.
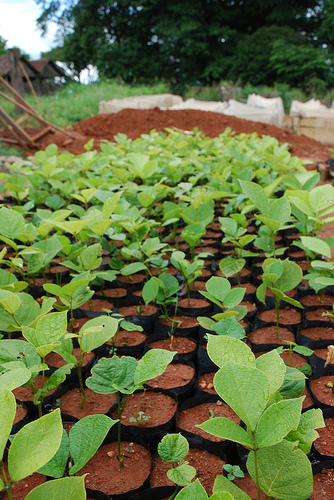
Mudas em viveiro; Mococa, São Paulo.
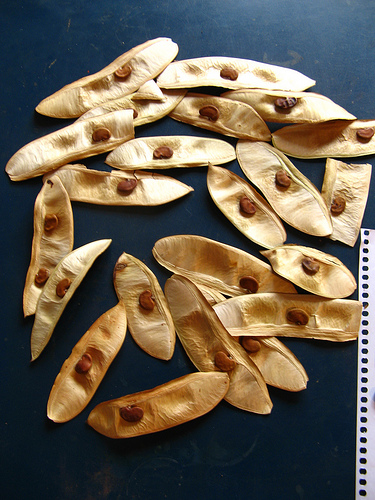
Legumes grandes com sementes.
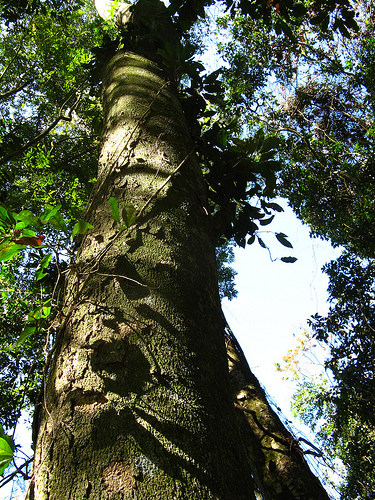
Árvore adulta em Mococa.
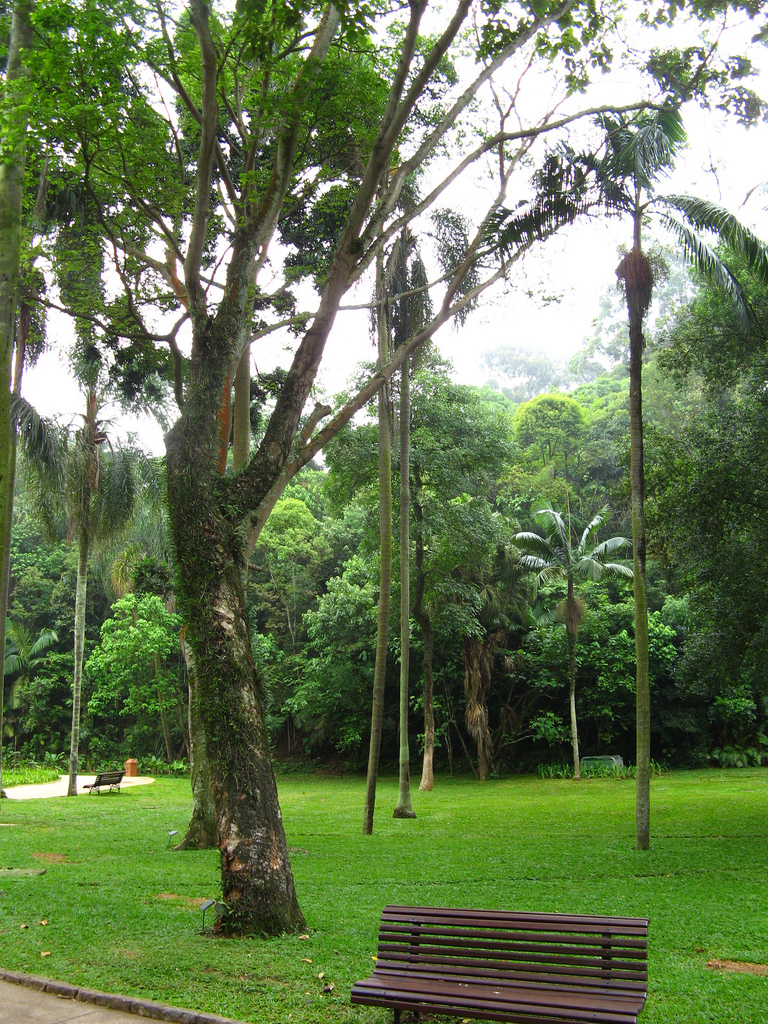
No Jardim botânico, São Paulo.
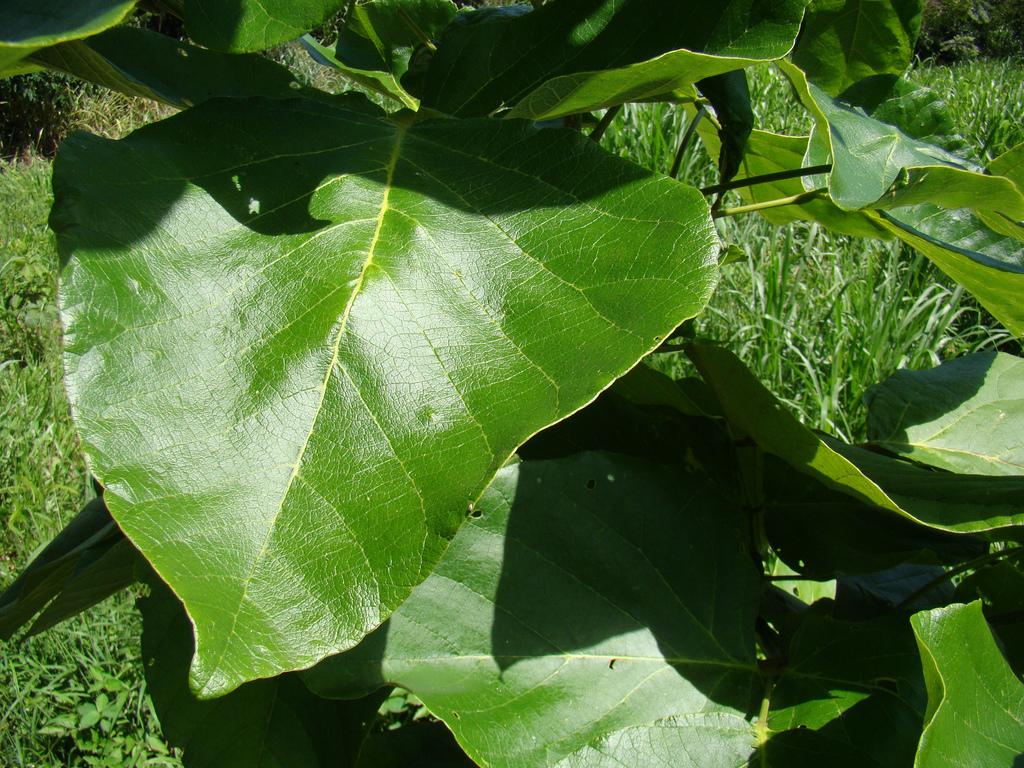
Folhas de tamanho e beleza incomuns, eram usadas sob doces finos, daí o nome folha-de-bolo.[carece de fontes?]